# Atelopus minutulus
Atelopus minutulus é uma espécie de sapo da família Bufonidae. Ele é endêmico na Colômbia. Seu habitat natural são as florestas úmidas montanhosas, em áreas tropicais e subtropicais, e rios. Está ameaçado pela perda do seu habitat.